# Angela Neuke
Angela Neuke, auch Neuke-Widmann, (geboren 10. Oktober 1943 in Berlin; gestorben 11. August 1997 in Alaska) war eine deutsche Fotografin und Hochschullehrerin.

## Leben
Angela Neuke studierte Fotografie an der Folkwangschule für Gestaltung in Essen bei Otto Steinert. Sie arbeitete ab 1967 als freie Bildjournalistin und platzierte ihre Bilder unter anderem in den Zeitschriften Quick, Brigitte, ZEITmagazin und Emma. Neuke bearbeitete Themen wie Emanzipation der Frauen, Migration und Integration oder Aspekte der Entwicklungshilfe. Ab 1980 war sie als Professorin für Bildjournalistik an der Gesamthochschule Essen tätig.
In den Semesterferien 1997 kam Neuke auf einer Fotoexpedition in Alaska bei einem Flugzeugabsturz ums Leben. Neben Neuke starben auch der Pilot der Maschine, der Schweizer Architekt Alain M. Rieser und sein Bruder Jean-Daniel. Die gemeinsame Grabstätte von Neuke und Jean-Daniel Rieser befindet sich auf dem Kölner Melaten-Friedhof.

## Ausstellungen
- Angela Neuke-Widmann: Persönlich erlebte Geschichte – Bilder aus Reportagen 1967–80. Museum Folkwang, Essen: 15.11.1982–2.1.1983
- Staatstheater – Mediencircus: Städtische Galerie im Lenbachhaus, München, 1991